# Kizdia
Kizdia, 1904 és 1918 között Kisgye (románul: Coșarii, 1964-ig Chizdia, németül: Gisdia) falu Romániában, a Bánátban, Temes megyében.

## Fekvése
Lippától délre, a Lukareci-síkság és a lippai dombok peremén fekszik. 1966-ban 4090 hektáros határának 37%-a volt erdő (főként tölgyes), 26%-a szántó, 24%-a legelő és rét és 6%-a gyümölcsös (főként szilva).

## Nevének eredete
Nevét Kiss Lajos a Keszi törzsnévből származtatja. A középkorban helyén állt négy falu 1440-ben mint quator possessiones Kisgye, 1477-ben mint Felsewkysdya, Radachywakyzdya, Negyeddykkyzdya és predium Harmadykkyzdya fordul elő. Felsőkizdia még 1717-ben is megjelenik mint Dollna Kistia (ezzel párhuzamban Gorni Gistia, 1721–23). Lakóinak etnikumára utal az 1743-as Ratz Gestia adat. A  magyar közigazgatás a 20. század elején első okleveles említésének betű szerinti olvasatából teremtett számára új nevet. Román nevét ismeretlen okból változtatták meg a 'kaskötők' jelentésű maira: a helyiek az előző (máig használt) nevet nem érezték kellemetlen hangzásúnak, és – bár a környéken sok a fűzfa – nem is foglalkoztak kifejezetten vesszőfonással.

## Története
Az eredetileg négy falu 1477-ben Solymosvár uradalmához tartozott. A régi faluhelyet a helyi emlékezet a Bresztovácra vezető út mellé teszi. 1583-ban erdélyi románokkal népesült újra, és 1717-ben 16 házból állt. Népessége 1730 körül montenegrói szerbekkel, a század közepén vagy második felében pedig olténiai románokkal gyarapodott. A század végén Vályi András még „oláh–montenegrinus” falunak írta, de a 19. századi leírásokban már román faluként szerepelt. Szerb eredetű családjai máig megtartották jellegzetes családnevüket, de nyelvüket valószínűleg már a 19. század elején, később pedig különállásuk tudatát is elvesztették. Mindazonáltal a falu Bresztovác felőli bejárata környékének hagyományos neve a 22. házszámig Sârbi, mert itt szerb gazdák laktak, egy másik falurészt pedig a benne élő Ciosici-okról (Čosić) Cioseni-nek hívtak.
1779-től Temes vármegyéhez tartozott, 1918 után a romániai Temes–Torontál megyéhez csatolták. Uradalma a kamara birtoka volt egészen 1814-ig, amikor az uralkodó a napóleoni háborúkban tanúsított érdemeiért Karl Philipp zu Schwarzenbergnek adományozta. A tábornok már 1819-ben eladta Petar Popovics-Tököly Csanád vármegyei szolgabírónak. Tököly fia 1836-ban zálogba adta a Sina bankárcsaládnak. Sina György Simon 1838-ban jutott tulajdonába, és abban az évben „hodosi és kizdiai” predikátummal szerzett bárói címet. Halála után fia, Sina Simon, 1876-tól Sina Anasztázia és férje, gróf Victor von Wimpffen, majd 1876 és 1889 között utóbbi egyedül bírta. Tőle fia, Siegfried von Wimpffen örökölte, és az övé volt az 1920-as évekig, amikor a földreform rendelkezése értelmében a szántóföldeket felparcellázták, az erdőbirtokot pedig szövetkezeti formában a faluközösség vette át. Az utolsó évtizedekben bérlők gazdálkodtak rajta, Siegfried von Wimpffen idejében Weisz Zsigmond. Az uradalom központja Répáspuszta volt, ahol malom is működött, de öt hektárnyi területen a falu közepén is a grófi birtok épületei helyezkedtek el. Utóbbiak helyén a két világháború között lakóházakat építettek.
Miután lakói 1830 körül jelentős hátralékokat halmoztak föl a be nem fizetett egyházi adókból, kétharmaduk 1832-ben, a Bánátban az elsők között áttért a görögkatolikus vallásra, és a templomot is magukkal vitték. Egy részük ugyan már 1834-ben vissza kívánt térni az ortodox hithez, de I. Ferenc azévi rendeletében kifejezetten megtiltotta, hogy katolizált egyének két év letelte után visszatérhessenek korábbi felekezetükhöz. A kisebbségben maradt ortodoxok 1875–78-ban építettek maguknak fatemplomot, amelyet – mivel a görögkatolikus felekezet betiltása után a kőtemplom is az ortodoxoké lett – 1968-ban eladtak az ohábaszerbászkai gyülekezetnek. 1997-ben 57 lakosa újraszervezte a görögkatolikus egyházközséget, és a következő évben saját papot is kaptak.
Lélekszáma a szocializmus évtizedeiben, a városokba költözés miatt drasztikusan megcsappant, a 2000-es években azonban új betelepülők érkeztek Erdélyből, Moldvából és Máramarosból. A 2008-ban összeszámolt 148 állandó lakosból 97-et tartottak számon mint törzsökös kizdiaiakat, a többiek az utóbbi időszakban költöztek be.
1836-ban 1424 lakosából 1040 volt görögkatolikus és 362 ortodox vallású.
1910-ben 1765 lakosából 1689 volt román, 43 magyar és 27 német anyanyelvű; 1333 görögkatolikus, 358 ortodox, 60 római katolikus és 13 zsidó vallású.
2002-ben 191 lakosából 187 volt román, 3 magyar és 1 szerb nemzetiségű; 117 ortodox, 56 görögkatolikus és 12 baptista vallású.

## Érdekességek
- 1888-ban épült görögkatolikus templomának falán látható az az 1822-es dátummal jelzett tábla, amely idősebb Sina György Simon halálának állít emléket. A táblát valószínűleg a korábbi templomról helyezték át. Érdekes, hogy mind az elhunyt, mind a korabeli faluközösség ortodox vallású volt, a tábla mégis latin nyelvű, és Sinát azzal a bárói előnévvel említi, amelyet elsőként majd csak fia viselt. Amióta visszaítélték a görögkatolikus egyháznak, mindkét felekezet itt tartja istentiszteleteit.